# Luísa da Bélgica (2004)
Luísa Sofia Maria da Bélgica (6 de fevereiro de 2004, Woluwe-Saint-Lambert) é o primeiro filho e filha única do príncipe Lourenço da Bélgica e Claire Louise Coombs. Ela é atualmente 12.ª na linha de sucessão ao trono belga.

## Família
Princesa Luísa Sofia Maria nasceu em  Woluwe-Saint-Lambert. Ela foi batizada em 4 de setembro de 2004, em Longfonds, La Hulpe, Bélgica, na propriedade do Barão Jacques-Ernest Solvay de La Hulpe. Suas madrinhas foram a Princesa Margarida da Liechtenstein e a Baronesa Marie-Claude Solvay. Não houve menção de que o padrinho era, apesar de alguns relatórios dão o padrinho para ser Reza Pahlavi. Pode ser que ele não foi mencionado porque ele não é um católico romano.
Seus dois irmãos mais novos são gêmeos são o príncipe Nicolas e o Príncipe Américo da Bélgica, nascidos em 13 de dezembro de 2005. A família vive em Tervuren.